# CTTNBP2NL
Protein giống đầu N CTTNBP2 (tiếng Anh: CTTNBP2 N-terminal-like protein) là protein ở người được mã hóa bởi gen CTTNBP2NL.

## Tương tác
CTTNBP2NL có khả năng tương tác với:
- FAM40A,[4] và
- MOBKL3,[4]
- PDCD10,[4]
- PPP2CA,[4]
- PPP2R1A,[4]
- RP6-213H19.1,[4]
- STK24,[4]
- STRN3,[4] và
- STRN.[4]